# 986 هـ
986 هـ هي سنة في التقويم الهجري امتدت مقابلةً في التقويم الميلادي بين سنتي 1578 و1579.

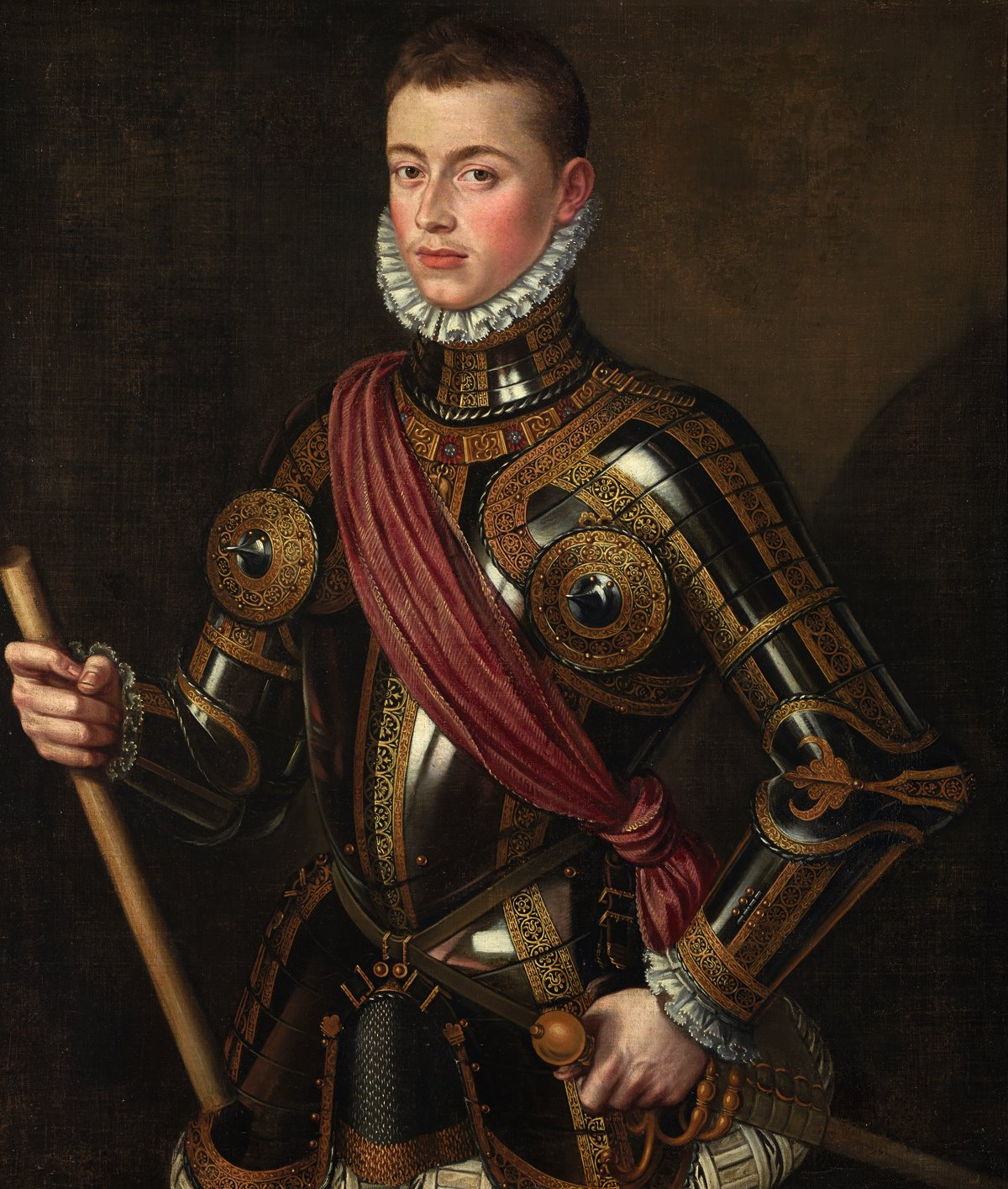
دون خوان النمساوي

## مواليد
- أحمد بن محمد المقري
- دون خوان النمساوي

## وفيات
- محمد بن عسكر الشفشاوني
- محمد الفتني